# Archachatina marginata
Escargot géant de l'ouest africain
Genre
Espèce
Archachatina marginata, appelé communément Escargot géant de l'ouest africain, est l'une des espèces d'escargots africain les plus élevés en captivité. Elle est catégorisée dans le genre Archachatina. Elle compte de nombreuses sous espèces dont les plus connues sont Archachatina marginata ovum et Archachatina marginata suturalis.

## Description
À la différence des espèces des genres Achatina et Lissachatina, la coquille des Archachatina est plus ronde et l'apex n'est pas pointu mais rond. Notons aussi que ce genre a tendance à pondre bien moins d'œufs (comptés en unités ou dizaines) que les deux autres genres (comptés en centaines). Le grand nombre de sous-espèces d'Archachatina marginata apporte une diversité importante de couleur et de taille pouvant aller jusque 20 à 25 centimètres pour les plus gros spécimens d'Archachatina marginata ovum.

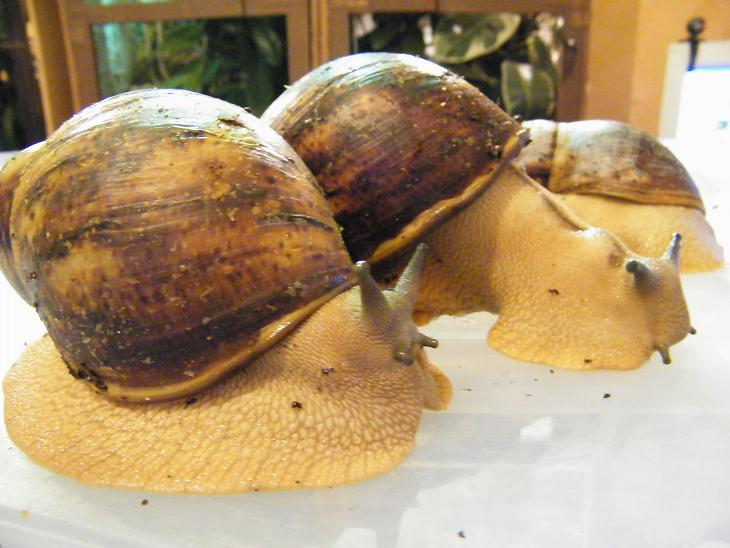
Archachatina marginata ovum

## Distribution
Les différentes sous-espèces d'Archachatina marginata se rencontrent en Afrique de l'Ouest, du Cameroun jusqu'à la République démocratique du Congo. 

## Usages
Localement, ces escargots fournissent une viande de brousse très prisée, à tel point que le prélèvement naturel trop intensif menace certaines populations. Il est donc courant d’avoir des mini-élevages chez soi pour la consommation familiale ou pour une vente à petite échelle. D’autres les élèvent dans un but pédagogique et ludique.

## Liste des sous-espèces
Archachatina marginata compte de nombreuses sous-espèces, parmi lesquelles :
- Archachatina marginata ovum
- Archachatina marginata suturalis
- Archachatina marginata marginata
- Archachatina marginata candefacta
- Archachatina marginata egregiella
- Archachatina marginata egregia
- Archachatina marginata grevillei